# Mohamed Sylla (football, 1971)
 (mars 2019).
Si vous disposez d'ouvrages ou d'articles de référence ou si vous connaissez des sites web de qualité traitant du thème abordé ici, merci de compléter l'article en donnant les références utiles à sa vérifiabilité et en les liant à la section « Notes et références ».
Ne pas confondre avec le milieu Mohamed Sylla.
Pour les articles homonymes, voir Mohamed Sylla et Sylla (homonymie).
Mohamed Lamine Sylla, né le 22 février 1971 à Conakry (Guinée) et mort le 9 juin 2010 dans le 15e arrondissement de Marseille (Bouches-du-Rhône), est un footballeur guinéen qui évoluait au poste d'attaquant.

## Biographie
Mohamed a commencé sa carrière avec le club du Hafia Conakry, avant de partir aux Pays-Bas au Willem II grâce aux nombreux buts marqués en championnat gabonais avec l'USM Libreville. Il fut le premier footballeur guinéen à jouer aux Pays-Bas. Il est resté six ans à Tilbourg avant de partir pour la ligue 1 et la ligue 2 avec le FC Martigues. 
Sylla passe de courtes périodes en Écosse et en Grèce avant de retourner en France pour jouer avec les Chamois niortais puis le FC Istres. En 2001, il part finir sa carrière avec le Stade tunisien. On retiendra le doublé qu'il a inscrit sous la neige face au FC Twente lorsqu'il portait les couleurs de Willem II. On raconte que c'était la 1re fois qu'il voyait de la neige.
Mohamed s'éteint le 9 juin 2010 à l'hôpital de Marseille après avoir été victime d'un cancer du pancréas.